# سيمون أبكاريان
سيمون أبكاريان (بالفرنسية: Simon Abkarian)‏
```
هو 
ممثل
 
فرنسي
، ولد في 5 مارس 1962 في 
فرنسا
.
```

## أعمال

### أفلام
- (2004) لاتخاذ زوجة
- (2005) رأيتهم يقتلون بن بركة
- (2006) كازينو رويال[2][3][4][5]
- (2007) برسبوليس[6]
- (2007) ترحيل[7]
- (2008) شيفا
- (2009) جيش الجريمة
- (2010) رأس تركي
- (2014) القطع[8]
- (2014)  محاكمة فيفيان امسالم[9][10]
- (2015) 1915

## وصلات خارجية
- سيمون أبكاريان على موقع IMDb (الإنجليزية)
- سيمون أبكاريان على موقع قاعدة بيانات الأفلام العربية
- سيمون أبكاريان على موقع ألو سيني (الفرنسية)
- سيمون أبكاريان على موقع أول موفي (الإنجليزية)
- سيمون أبكاريان على موقع قاعدة بيانات الأفلام السويدية (السويدية)
- سيمون أبكاريان على موقع قاعدة بيانات الفيلم (الإنجليزية)
- سيمون أبكاريان على موقع كينوبويسك (الروسية)